# Charles-Pierre Denonvilliers
Charles-Pierre Denonvilliers est un chirurgien et anatomiste français né le 4 février 1808 à Paris où il est mort le 5 juillet 1872.

## Biographie
Né à Paris le 4 février 1808, Charles-Pierre Denonvilliers passe son enfance à Verneuil-sur-Oise chez ses grands-parents paternels. Après des études secondaires à Louis-le-Grand, puis au collège de Versailles de 1820 à 1824, et enfin au collège Sainte-Barbe-Nicolle, plus tard collège Rollin, il s'inscrit en 1826 à la faculté de médecine. En 1829, il est reçu au concours de l'externat des hôpitaux et, l'année suivante, ayant obtenu le prix de l'externat, il devient interne. Il enseigne alors l'anatomie et les opérations et, à partir de 1834, il prépare le concours de prosecteur, auquel il est reçu en 1838 avec une étude sur « les aponévroses pelviennes ». L'année précédente, en 1837, il est devenu docteur en médecine.
Devenu chirurgien au Bureau central des hôpitaux de la Seine, il obtient l'agrégation en 1839 avec un travail sur « les indications du trépan appliqué aux os du crâne ». Chef des travaux d'anatomie à l’École pratique de chirurgie en 1841, puis titulaire, l'année suivante, de la chaire d'anatomie de la même école, il y est bientôt également chargé de l'inspection et de la direction supérieure des études. Ayant passé le concours pour le professorat en 1846, avec une thèse sur « les deux systèmes musculaires », il succède à Gilbert Breschet à la chaire d'anatomie de la faculté, chaire qu'il tiendra pendant dix ans avant d'accéder à celle de pathologie chirurgicale à partir de 1856, puis, à partir de 1865, à celle des opérations et appareils. Membre du conseil supérieur de l'Instruction publique, il avait été nommé, le 7 décembre 1858, inspecteur général de l'Instruction publique pour l'ordre de la médecine.
À partir de 1864, année où il reçoit le choc de la perte d'un fils, redoublé bientôt par la mort d'un deuxième enfant, sa santé se dégrade et il meurt à Paris le 5 juillet 1872.

## Travaux
En tant qu'anatomiste, Denonvilliers a été le premier à décrire, dans le Bulletin de la Société anatomique de 1832, une aponévrose située entre la prostate et le rectum, le fascia recto-prostatique, dit « fascia de Denonvilliers » ou « fascia recto-vésical de Denonvilliers », qui est un repère dans la chirurgie de cette région. Il a également attaché son nom au ligament pubo-prostatique, appelé « ligament Denonvilliers ».
Comme chirurgien, Denonvilliers a été l'un des pionniers de la chirurgie réparatrice et de la prothèse du visage, tout particulièrement de la mâchoire, et il a réussi en 1856 la première opération chirurgicale de plastie en Z pour le traitement de l'ectropion de la paupière.
On lui doit encore une importante participation à la rédaction du premier catalogue du musée Dupuytren, créé par le chirurgien et anatomiste Guillaume Dupuytren, qui présentait des milliers de pièces concernant l'anatomie pathologique macroscopique et la recherche médicale naissante orientée vers l'histopathologie, la microbiologie et l'immunologie.

## Publications

### Travaux originaux
- « Présentation de malades », dans Bulletin de la Société de chirurgie de Paris, 1854.
- « Question du chloroforme : Conclusions proposées à la Société de chirurgie de Paris », 1854.
- « Renversement des deux paupières de l'œil gauche », dans Bull. Soc. chir. Paris, vol. 6, 1856, pp. 399 et 465.
- « Ectropion double : Autoplastie », dans Bull. Soc. chir. Paris, vol. 6, 1856, pp. 402–405, 547–548 et 551–554.
- « Blépharoplastie », dans Bull. Soc. chir. Paris, vol. 7, 1857, pp. 243–244.
- « De la méthode autoplastique par pivotement, appliquée à la restauration des paupières », dans Bulletin général de thérapeutique médicale et chirurgicale, n° 65, 1863.

### Divers
- Compendium de chirurgie pratique ou Traité complet des maladies chirurgicales et des opérations que ces maladies réclament (avec Auguste Bérard), Labé, Paris, 1845-1851.
- « Notice sur la vie et les travaux de M. Blandin : Discours prononcé le 5 novembre 1849 à la séance de rentrée de la faculté de médecine de Paris », extrait de la Gazette des hôpitaux du 6 novembre 1849, Plon frères, Paris, 1849. (Texte intégral. Consulté le 4 février 2012.)
- « Éloge du professeur Auguste Bérard, prononcé à la Société de chirurgie, dans sa séance du 21 octobre 1852, Plon frères, 1852.
- Traité théorique et pratique des maladies des yeux, 1855.
- « Abcès », dans Amédée Dechambre (dir.), Dictionnaire encyclopédique des sciences médicales, G. Masson et P. Asselin, 1864, pp. 65-125. (Texte intégral. Consulté le 4 février 2012.)
- Rapport sur les progrès de la chirurgie (avec Auguste Nélaton, Alfred Velpeau, Félix Guyon et Léon Labbé), imprimerie impériale, Paris, 1867.

## Source
- Félix Guyon, « Éloge de Charles-Pierre Denonvilliers », prononcé le 14 janvier 1874 dans la séance annuelle de la Société de chirurgie de Paris, extrait de L'Union médicale, 3e série, janvier et février 1874. (Texte intégral. Consulté le 24 janvier 2012.)